# Clovia fulva
Clovia fulva är en insektsart som beskrevs av Schmidt 1922. Clovia fulva ingår i släktet Clovia och familjen spottstritar. Inga underarter finns listade i Catalogue of Life.